# Noahfinnce
Noahfinnce (* 18. August 1999; bürgerlich Noah Finn Adams) ist ein britischer Sänger und YouTuber.

## Leben und Karriere
Adams wuchs in Ascot, England, auf. Sein Interesse an Musik begann, als er als Kind Bands wie Nirvana, Foo Fighters, The Prodigy und Busted kennenlernte. Sie inspirierten ihn dazu, Schlagzeug und Gitarre zu spielen. Im Jahr 2015 begann Adams, Covers auf seinem YouTube-Kanal zu posten. 2018 veröffentlichte er seine erste Single Asthma Attack und postete ein Musikvideo auf YouTube. Als sein Kanal wuchs, veröffentlichte er neben seinen Covers vermehrt Vlog-Inhalte und Videos, die sich mit LGBTQ+-Themen befassen. Am 19. November 2020 gab Adams bekannt, dass er bei Hopeless Records unter Vertrag genommen wurde. Die Ankündigung wurde von der Veröffentlichung des Songs Life's A Bit begleitet.
2021 erschien seine erste EP Stuff From My Brain über Hopeless Records. Ein Jahr später veröffentlichte er seine zweite EP My Brain After Therapy. Im Oktober 2023 veröffentlichte er die Single Scumbag. Adams beschreibt den Song als „Diss-Track für TERFs, die ihren Hass auf trans Menschen hinter dem Deckmantel des 'Schutzes von Frauen und Kindern' verstecken.“
Am 8. März 2024 erschien sein Debüt-Album Growing up on the Internet. In den elf Songs reflektiert er darüber, wie es ist, im Internet aufzuwachsen und alles mit der Öffentlichkeit zu teilen. Zudem thematisiert er seine Erfahrungen mit Transphobie und ADHS.

## Diskographie

### Album
- 2024: Growing up on the Internet

### EPs
- 2021: Stuff From My Brain
- 2022: My Brain After Therapy

### Singles
- 2018: Asthma Attack
- 2020: Underachiever
- 2020: Life’s a Bit
- 2021: Stupid
- 2021: parents - ft. Doll Skin, (YUNGBLUD Cover)
- 2021: Mind Blank No Thoughts
- 2021: Kickin Trash
- 2021: Weirdos
- 2022: Worms in My Brain
- 2022: After Therapy – ft. Hot Mulligan
- 2022: Tell Me That You’re Okay
- 2022: Chasing Daylight
- 2022: La La La
- 2023: No Point Pretending - ft. Bears In Trees
- 2023: I Know Better
- 2023: Growing Up On The Internet
- 2023: Scumbag
- 2023: Today – ft. Rare Americans
- 2024: 3 Day Headache

## Nominierungen und Auszeichnungen
- 2019 wurde Adams für den Shorty Award „Best LGBTQ+ Account“ nominiert.[8]
- 2022 wurde Adams mit dem „Blogsphere Award“ in der Kategorie „Vlogger of the year“ ausgezeichnet.[9]